# Lough Conn and Lough Cullin SPA
Lough Conn and Lough Cullin SPA este o arie protejată (arie de protecție specială avifaunistică — SPA) din Irlanda întinsă pe o suprafață de 6.457,58 ha, integral pe uscat.

## Localizare
Centrul sitului Lough Conn and Lough Cullin SPA este situat la coordonatele 54°01′41″N 9°14′15″W / 54.027979°N 9.237618°V.

## Înființare
Situl Lough Conn and Lough Cullin SPA a fost declarat arie de protecție specială avifaunistică în martie 2010 pentru a proteja 16 specii de animale.

## Biodiversitate
Situată în ecoregiunea atlantică, aria protejată nu include niciun habitat protejat.
La baza desemnării sitului se află mai multe specii protejate de  păsări (16): rață pitică (Anas crecca), rață fluierătoare (Anas penelope), rață mare (Anas platyrhynchos), Anser albifrons flavirostris, rață-cu-cap-castaniu (Aythya ferina), rața moțată (Aythya fuligula), Bucephala clangula, lebădă de iarnă (Cygnus cygnus), lișiță (Fulica atra), pescăruș sur (Larus canus), rață neagră (Melanitta nigra), culic mare (Numenius arquata), cormoran mare (Phalacrocorax carbo), ploier auriu (Pluvialis apricaria), corcodel mare (Podiceps cristatus), nagâț (Vanellus vanellus).
Pe lângă speciile protejate, pe teritoriul sitului au mai fost identificate 1 specie de păsări.